# Microphobetron aenea
Microphobetron aenea är en fjärilsart som beskrevs av Erich Martin Hering och Hopp 1927. Microphobetron aenea ingår i släktet Microphobetron och familjen snigelspinnare. Inga underarter finns listade i Catalogue of Life.